# إيفان بلومكفيست
إيفان بلومكفيست (بالسويدية: Ivan Blomqvist) هو عازف بيانو وموسيقي وملحن سويدي، ولد في 24 يونيو 1986.